# أوندانغوا

أوندانغوا هي بلدة تقع في إقليم أوشانا، ناميبيا تبعد حوالي 60 كم مع الحدود مع دولة أنغولا.